# Aquecedor central
Um aquecedor central ou núcleo aquecedor é um dispositivo similar a um radiador, como o utilizado no aquecimento da cabine de um veículo. Fluido quente do motor do veículo é passado através de uma tubulação em serpentina do núcleo, um trocador de calor entre o fluido e o ar da cabine. Aletas ligadas aos tubos de núcleo servirão para aumentar a superfície de transferência de calor para o ar que é forçado a passar por eles, por um ventilador, assim, aquecendo o interior do veículo.